# Simfonia núm. 1 (Atterberg)
La Simfonia núm. 1 en si menor, op. 3, va ser completada per Kurt Atterberg el 1911. Ell mateix va dirigir l'estrena a Göteborg el 10 de gener de 1912.
Atterberg va començar el seu tercer treball mentre que l'anterior encara no estava completament acabat. Després de la seva Rapsòdia per a piano i orquestra (opus 1) i un 'quartet de corda (opus 2), va començar a treballar en la que seria la seva primera simfonia a la primavera de 1909. En aquell moment encara era estudiant a l'Escola Tècnica d'Estocolm i, per tant, encara no havia rebut cap formació al conservatori. Tanmateix, la rapsòdia i una simfonia inacabada van ser el factor decisiu per poder estudiar a la Kungliga Musikhögskolan. La simfonia es va acabar la tardor de 1910.
Al voltant del mateix període, Atterberg dominava la direcció. El 1911 ja era el precursor de l'⁣Orquestra Simfònica de Göteborg i el 10 de gener de 1902 se li va permetre dirigir la primera actuació de la seva primera simfonia amb aquesta orquestra. Atterberg tenia uns 24 anys en el moment de la composició i encara confiava molt en la música que havia escoltat i no tant en els coneixements teòrics d'escriure una simfonia. La música es basa en gran manera en la de Johannes Brahms i Max Reger, però "grans" directors com Max von Schillings i Wilhelm Stenhammar encara van trobar que valia la pena interpretar aquesta obra. Cal destacar que Suècia encara no tenia una veritable tradició amb les simfonies, tot i que això eren demanades a la sala de concerts. Després d'aquesta simfonia en seguirien vuit més.
La simfonia, que va ser lleugerament modificada l'any 1913, té tres moviments, dels quals el quart és una amalgama de moviments finals:
1. Allegro con fuoco
2. Adagio – Presto
3. Adagio – Allegro energico

Atterberg va escriure la simfonia per a:
- 3 flautes (3a també flautí), 2 oboès, 1 corn anglès, 2 clarinets, 1 clarinet baix, 2 fagots, 1 contrafagot
- 4 trompes, 2 trompetes, 3 trombons, 1 tuba
- timbales, 1 percussió
- violins, violes, violoncels, contrabaix

## Discografia
- Sterling: Orquestra Simfònica de la Ràdio Sueca dirigida per Stig Westerberg (enregistrament el 1986)
- CPO: Orquestra Simfònica de la Ràdio de Frankfurt dirigida per Ari Rasilainen